# 데이비드 커버데일
데이비드 커버데일(영어: David Coverdale, 1951년 9월 22일 ~ )은 영국의 록 가수다. 1978년 하드 록 밴드인 화이트스네이크를 만들어 활동했고, 화이트스네이크 이전에는 1973년부터 1976년까지 딥 퍼플의 리드 싱어로 커버데일을 맡았고, 그 후 솔로 활동을 시작했다. 레드 제플린 출신인 지미 페이지와의 협업은 1993년 음반으로 상업적인 성공을 거두었다. 2016년 커버데일은 딥 퍼플의 멤버로 로큰롤 명예의 전당에 헌액되어 밴드의 유도 연설을 하였다. 커버데일은 특히 강렬한 블루스 톤의 목소리로 알려져 있다.

## 어린 시절
커버데일은 1951년 9월 22일, 잉글랜드 요크셔주 노스라이딩의 솔트번바이더씨에서 토마스 조셉 커버데일과 위니프레드 메이 (로버츠) 커버데일의 아들로 태어났다. 커버데일에 따르면, 외가 쪽과 어머니는 "노래하는 사람들이었고", 친가 쪽은 "화가, 스케치 작가, 예술가들이었다"고 한다. 그는 외할머니 댁과 학교에서 음악에 입문했으며, 어린 나이부터 기타와 피아노를 배우기 시작했지만, 그림이 그의 주요한 표현 수단이었다.
14세 무렵, 그는 전문적으로 공연을 하고 목소리를 기르기 시작했다. 그는 1974년 사운즈에게 "목소리가 끊어진 것 같지는 않다"고 설명했다. "그리고 그 때 처음으로 배와 함께 노래하는 법을 배웠는데, 바보같이 들리지만, 일반적인 목소리와는 전혀 다릅니다." 커버데일은 지역 밴드인 빈티지 67 (1966년~1968년), 거버먼트 (1968년~1972년), 파불로사 브라더스 (1972년~1973년)와 함께 공연을 시작했다.

## 경력

### 초기 경력

#### 딥 퍼플 (1973년~1976년)
1973년 커버데일은 《멜로디 메이커》의 원고에서 딥 퍼플이 이언 길런을 대신할 가수들을 위한 오디션을 보고 있다는 기사를 보았다. 커버데일은 1969년 딥 퍼플과 함께 연주한 거버먼트라는 지역 그룹의 앞장을 섰기 때문에 그와 밴드는 서로 친숙했고, 테이프를 보내고 나중에 오디션을 본 후, 베이시스트 글렌 휴즈가 자신의 보컬을 추가하면서 커버데일은 밴드에 입성했다.
1974년 2월, 딥 퍼플은 커버데일과 휴스의 첫 번째 음반을 발매했는데, 《Burn》은 1974년 3월 20일, 미국에서 골드 인증을 받았고, 7월 1일, 영국에서 골드 인증을 받았다. 1974년 4월, 커버데일과 딥 퍼플은 캘리포니아 잼에서 미국으로의 첫 투어에서 200,000명 이상의 팬들에게 공연을 했다. 1974년 12월, 《Burn》은 《Stormbringer》의 뒤를 이어 미국과 영국의 골드 음반 순위에도 올랐다. 이전 음반의 펑크와 솔의 영향은 여기서 더욱 두드러졌고 이것이 1975년 6월, 기타리스트 리치 블랙모어가 밴드를 탈퇴한 이유 중 하나였다.

1976년, 딥 퍼플 마크 IV 라인업에서 왼쪽에 서 있는 커버데일

밴드 해체 대신, 커버데일은 밴드의 지속을 강하게 설득하며 미국의 기타리스트 토미 볼린 (빌리 코범과 제임스 갱에서 활동) 영입에 핵심적인 역할을 했다. 존 로드는 이에 대해 "데이비드 커버데일이 내게 와서 '제발 밴드를 계속해 줘'라고 말했습니다. 그리고는 토미가 빌리 코범과 함께 만든 음반을 들려줬죠. 우리는 그 음반에서 들은 그의 연주를 마음에 들어 했고, 토미에게 오디션을 제안했습니다"라고 회고했다. 밴드는 볼린과 함께 스튜디오 음반 한 장, 《Come Taste the Band》 (1975년)를 발매했으며, 이 음반은 이전 작품들에 비해 상업적으로 덜 성공적이었다. 이어진 투어는 휴즈와 볼린 모두 약물 문제를 겪으면서 순탄치 않았다. 1976년 3월, 투어 마지막 공연이 끝난 후 커버데일은 눈물을 흘리며 무대를 떠났고 사임 의사를 전했으나, 그에 대한 대답은 "이제 그만둘 밴드조차 남아 있지 않다"는 것이었다. 딥 퍼플의 해체 결정은 마지막 공연 이전에 이미 로드와 이언 페이스 (당시 남아 있던 마지막 원년 멤버들)에 의해 내려졌으며, 이들은 그 사실을 다른 멤버들에게 알리지 않았다. 밴드의 해체는 1976년 7월, 공식 발표되었다. 커버데일은 한 인터뷰에서 "밴드를 떠나는 것이 두려웠습니다. 딥 퍼플은 제 인생이었고, 딥 퍼플이 제게 기회를 준 존재였지만, 그럼에도 저는 그만두고 싶었습니다."라고 말했다.

#### 솔로 (1977년~1978년)
딥 퍼플 해체 이후, 커버데일은 솔로 경력을 시작했다. 펑크 운동이 한창이던 시기에도 그는 블루스 록 뿌리를 고수했다. 그는 1977년 2월 첫 솔로 정규 음반 《White Snake》를 발표했다. 모든 곡은 커버데일과 기타리스트 미키 무디가 공동 작곡했으며, 음악은 펑크, R&B, 재즈의 영향을 보여준다. 이후 첫 솔로 활동으로 커버데일은 "첫 번째 음반에 대해 되돌아보고 분별 있게 말하는 것은 매우 어렵다"고 인정했다. 《White Snake》은 딥 퍼플 해체의 여파로 쓰여지고 기록되는 등 여러 면에서 매우 내향적이고 반성적이며 저자세였다. 비록 음반은 성공하지 못했지만, 이 음반의 제목은 커버데일의 미래 밴드 이름에 영감을 주었다.
1978년, 커버데일은 두 번째 스튜디오 음반 《Northwinds》를 발매했다. 이 음반은 "블루스와 R&B의 영향을 받은 하드 록" 스타일로 전작보다 훨씬 더 좋은 평가를 받았다. 《클래식 록》은 2021년 이 음반을 "녹음된 지 30년이 지난 지금도 소름이 돋을 만큼 놀랍도록 성숙한 음반"이자 "1987년작 《Whitesnake》의 지나치게 세련된 사운드와는 정반대에 있는 작품"이라고 평했다. 이 음반이 발매되기 전, 커버데일은 이미 새로운 밴드를 결성한 상태였다.

#### 초기 화이트스네이크 시대 (1978년~1983년)

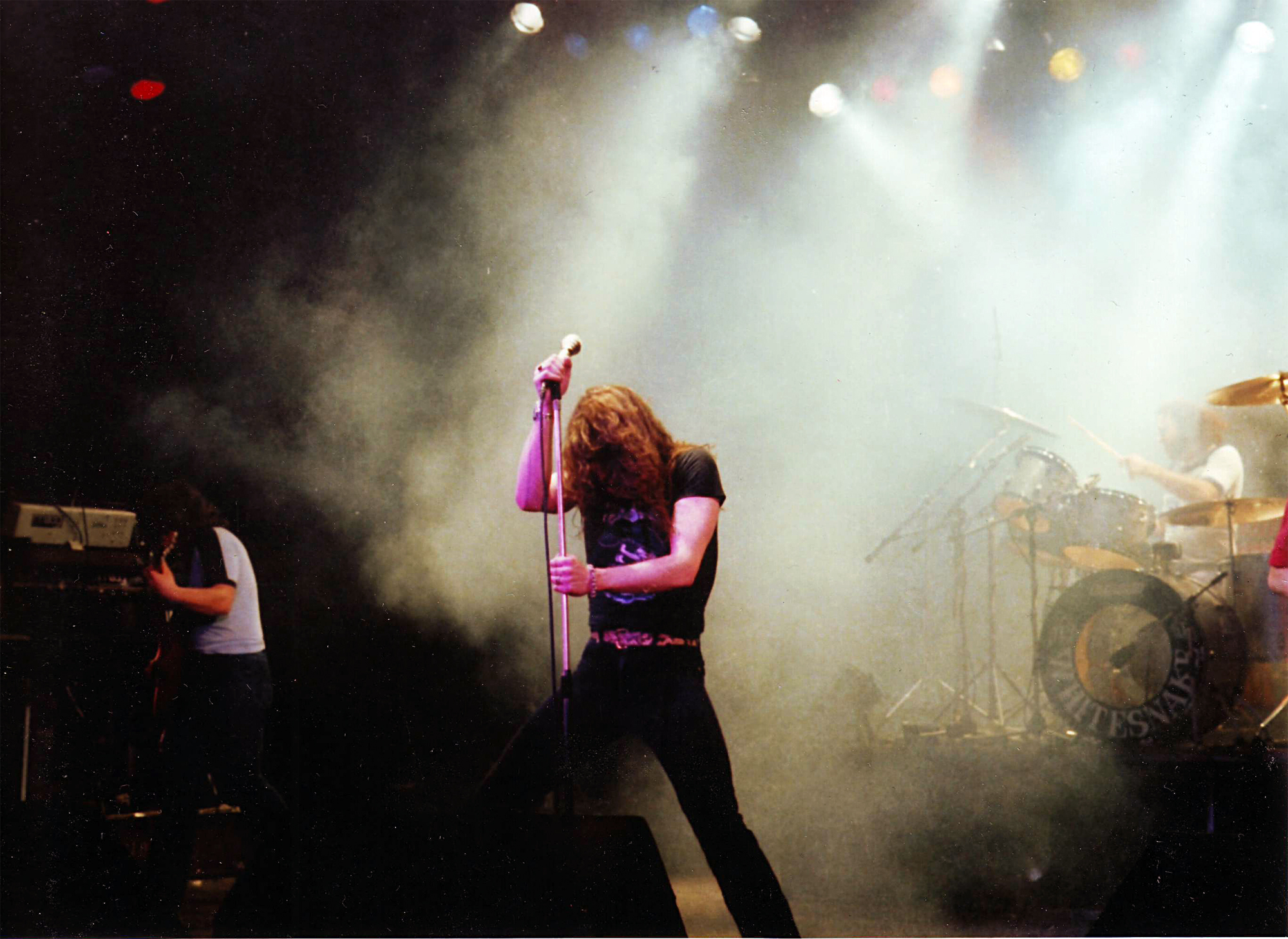
1981년 런던 해머스미스 아폴로에서 화이트스네이크와 함께 한 커버데일.

《Northwinds》를 녹음한 후, 커버데일은 곧 화이트스네이크라는 밴드를 결성하였고, 버니 마즈든과 미키 무디 모두 기타 업무를 담당하였다. 원래는 커버데일의 첫 솔로 음반의 투어 밴드였지만, 곧 정규 밴드로 발전했다. 1978년 초, 밴드는 EP 《Snakebite》를 발매했고, 이후 커버데일의 《Northwinds》 음반에서 B-사이드를 가져와서 정규 음반으로 리패키지되었다. 후속 음반 《Trouble》의 경우 커버데일은 그의 전 딥 퍼플 동료이자 키보디스트 존 로드가 합류했다. 1980년 화이트스네이크의 음반 《Ready an' Willing》에서 드러머 이언 페이스도 이 그룹에 합류했다. 《Ready an' Willing》은 또한 이 밴드의 가장 큰 히트곡인 〈Fool for Your Loving〉이 영국 차트에서 13위, 미국 빌보드 핫 100에서 53위에 올랐다. 《Ready an' Willing》은 1981년에 훨씬 더 성공적인 《Come an' Get It》이 그 뒤를 이었다. 1982년 동안 커버데일은 아픈 딸을 돌보기 위해 잠시 휴식을 취했고 화이트스네이크를 보류하기로 결정했다. 데이비드 커버데일이 음악으로 돌아왔을 때, 그는 밴드를 개혁했고, 그 후 《Saints & Sinners》 음반을 녹음했다. 1982년 영국의 헤비 메탈 잡지 《케랑!》에 따르면, 커버데일은 로니 제임스 디오의 탈퇴 이후 블랙 사바스와 함께 보컬 자리를 위해 고려되었지만, 이를 거절하였다.

## 사생활
커버데일은 1974년 독일의 줄리아 보르코프스키와 결혼했으며, 딸 제시카는 1978년에 태어났다. 커버데일의 두 번째 결혼은 1989년 2월 17일부터 2년 후인 1991년 4월까지 전 모델이자 배우인 토니 키탠과 결혼하였다. 키타엔은 〈Here I Go Again〉, 〈Is This Love〉, 〈Still of the Night〉로 화이트스네이크의 뮤직 비디오에 도발적인 출연으로 유명했다. 1997년 이후, 그는 세 번째 아내 신디와 함께 살았는데, 작가 신디는 재스퍼라는 이름의 아들을 낳았다.
2007년 3월 1일, 커버데일은 네바다주 리노에서 열린 귀화식에서 미국 시민권을 취득했으며, 현재는 영국과 미국의 이중국적을 보유하고 있다. 1980년대에는 수년간 로스앤젤레스의 몬드리안 호텔을 포함한 호텔에서 거주했다. 1988년부터는 타호호 인근 네바다주 인클라인빌리지에 약 1만 평방피트 규모의 부지를 마련하고 호화로운 저택을 지어 거주해 왔다. 그는 2019년 이 저택을 매물로 내놓았으며, 2021년에는 약 680만 달러에 매각된 것으로 알려졌다.
종교적이라기보다 영적인 성향을 지닌 커버데일은 1960년대 후반부터 명상을 꾸준히 실천해 왔으며, 이를 "내 인생에서 발견한 가장 놀라운 도구이자 수단"이라고 여긴다.

## 음반 목록

### 솔로
- White Snake (1977년)
- Northwinds (1978년)
- Coverdale–Page (with 지미 페이지) (1993년)
- Into the Light (2000년)

### 화이트스네이크
- Trouble (1978년)
- Lovehunter (1979년)
- Ready an' Willing (1980년)
- Come an' Get It (1981년)
- Saints & Sinners (1982년)
- Slide It In (1984년)
- Whitesnake (1987년)
- Slip of the Tongue (1989년)
- Restless Heart (1997년)
- Good to Be Bad (2008년)
- Forevermore (2011년)
- The Purple Album (2015년)
- Flesh & Blood (2019년)

### 딥 퍼플
- Burn (1974년)
- Stormbringer (1974년)
- Come Taste the Band (1975년)